# Kurt Rißling
Kurt Rißling (* 27. Dezember 1888 in Goslar; † 1. Dezember 1967 in Salzgitter-Ringelheim) war ein deutscher Landwirt und Politiker (CDU).

## Leben und Beruf
Nach dem Schulbesuch absolvierte Rißling eine landwirtschaftliche Ausbildung und arbeitete anschließend als landwirtschaftlicher Beamter in Thüringen. Er leistete von 1907 bis 1910 Wehrdienst, war von 1911 bis 1913 als landwirtschaftlicher Beamter in Ringelheim tätig und wurde anschließend leitender Beamter des dortigen Rittergutes. Nach seiner Teilnahme am Ersten Weltkrieg war er bis 1926 wiederum als landwirtschaftlicher Beamter tätig. Schließlich ließ er sich 1926 als selbständiger Landwirt in Ringelheim nieder.

## Politik
Rißling war seit 1946 Mitglied der CDU. Er gehörte 1946 dem Ernannten Braunschweigischen Landtag an und wurde im gleichen Jahr Ratsmitglied der Stadt Salzgitter. Er war 1946/47 Mitglied des Ernannten Niedersächsischen Landtages und wurde anschließend in den Niedersächsischen Landtag gewählt, dem er von der ersten bis zur vierten Wahlperiode bis zum 5. Mai 1963 angehörte. Hier war er von 1955 bis 1957 Vorsitzender des Ausschusses für Haushalt und Finanzen sowie von 1959 bis 1963 Vorsitzender des Ausschusses für Ernährung und Landwirtschaft. Rißling amtierte vom 7. Mai bis zum 21. November 1946 als Minister für Ernährung und Landwirtschaft in der von Ministerpräsident Alfred Kubel geführten Regierung des Landes Braunschweig. Von 1952 bis 1956 war er Oberbürgermeister der Stadt Salzgitter. Am 19. November 1957 wurde er als Nachfolger von Friedrich von Kessel in die von Ministerpräsident Heinrich Hellwege geleitete Regierung des Landes Niedersachsen berufen und zum niedersächsischen Minister für Ernährung, Landwirtschaft und Forsten ernannt. Nach der Bildung einer Koalition aus SPD, FDP und GB/BHE schied er am 12. Mai 1959 aus der Regierung aus.

## Ehrungen
- Bundesverdienstkreuz I. Klasse
- Großes Bundesverdienstkreuz mit Stern